# 巴西之战
巴西之战是三国之前的215年军阀刘备和曹操之间的一场战斗。刘备军在张飞率领下战胜了张郃率领的曹操军。（詳見漢中之戰）

## 战役
曹操在阳平之战中击败张鲁，攻取汉中，留夏侯渊和张郃驻守。张郃率数营分兵南下巴西以疏散当地百姓迁到汉中，进军宕渠、蒙头、荡石，对抗张飞军约五十日。张飞率万余精兵从另一条路截击张郃。山道狭窄险峻，张郃军被分隔，彼此不能相救，为张飞所败，只得弃马仅率十余人爬山沿小道逃脱，撤军还南郑。巴地百姓得以安宁。